# Region Metropolen (Little League Baseball World Series)
Die Region Metropolen ist eine von zehn Regionen in den Vereinigten Staaten, welche Teilnehmer an die Little League Baseball World Series, das größte Baseball-Turnier für Jugendliche, entsendet. Die Region wurde 2022 neu formiert und umfasst im Wesentlichen die Staaten der New York Metropolitan Area.

## Teilnehmende Staaten

Teilnehmer der Region Metro

In dieser Region sind vier Mannschaften organisiert:
- New York
- New Hampshire
- Connecticut
- Rhode Island